# Pierre Montet
Pierre Montet (Villefranche-sur-Saône, 27 de junho de 1885 – Paris, 18 de junho de 1966) foi um egiptólogo francês.

## Biografia
Nascido em Villefranche-sur-Saône na França, conduziu admiráveis escavações na Líbia e no Egito, dentre as quais entre 1939 e 1946, a importante necrópole real de Tânis. Dirigiu também as escavações, nos túmulos quase inalterados dos faraós Chechonk II (XXII dinastia) e de Psusenes I (XXI dinastia),saíram à luz do dia no começo da perturbada década de quarenta. O extraordinário tesouro, hoje em dia conservado no Museu Egípcio do Cairo, é, à similaridade do legado do túmulo de Tutancâmon, um valioso recurso documental para melhor conhecer melhor as instabilidades do Primeiro Período Intermediário. Les enigmes de Tanis é uma obra que proporciona ao público as maravilhas encontradas na necrópole real de Tânis, contextualizando também estas descobertas no âmbito mais compreensivo do legado proporcionado pelas escavações feitas nesta cidade antiga. Através dos seus vestígios tanitas, Montet traça uma distinção segura da obscura XXI dinastia. Pierre Montet diante do sarcófago de prata de Psusenes I (1940). Um aspecto das escavações realizadas no recinto do templo de Amon-Ré em Tânis Embora a sua carreira tivesse sido essencialmente dedicada à arqueologia, a Biblioteca possui outra obra de Pierre Montet que nos devolve a sua faceta de investigador de hábitos e costumes sociais.
La vie quotidienne publicada pela primeira vez em 1946, é uma das suas obras mais conhecidas e uma das primeiras da egiptologia a dedicar-se ao estudo da sociedade egípcia como um todo. Redigida num estilo vivo e provocador (veja-se a seguinte passagem que ainda hoje não está desprovida de atualidade: «Les modernes ont tendance à croire que les Égyptiens naissaient entourés de bandelettes»), dá-nos uma perspectiva transversal da sociedade egípcia, centrando-se, para isso, num dos momentos em que a documentação arqueológica é mais rica: o período ramséssida. Através do estudo do meio geográfico, das relações familiares, dos trabalhos e ofícios, incluindo a guerra e a cultura, a sociedade egípcia vai emergindo como um todo unitário e interdependente. É, ainda hoje, uma obra que continua a ser reeditada.